# 327943 Xavierbarcons
327943 Xavierbarcons este o planetă minoră (asteroid) din centura de asteroizi. A fost descoperită pe 9 martie 2007 la Borbona de Vincenzo Silvano Casulli⁠(d). 
Obiectul prezintă o orbită caracterizată de o semiaxă mare de 2,7598661121687 UAi, o excentricitate de 0,05, o înclinație de 11 ° în raport cu ecliptica.